# Africa Addio
Africa Addio är en italiensk exploitationsfilm (Mondo) från 1966 om slutet på den koloniala eran i Afrika. Filmen släpptes i ett kortare format under namnet "Africa Blood and Guts" i USA och "Farewell Africa" i Storbritannien. Filmen inspelades under en period på tre år av Gualtiero Jacopetti och Franco Prosperi, två italienska filmskapare som blivit kända (tillsammans med medregissören Paolo Cavara) som regissörer för filmen Mondo Cane från 1962. Filmen ingår i "Mondo Cane Collection" som för närvarande distribueras av Blue Underground.

## Prokolonialistiska påståenden
Filmen har redigerats med en stil som flera kritiker har ansett vara ur en proeuropeisk och prokolonialistisk synvinkel som sedd under den första vågen av vad som blev endemiska afrikanska revolutioner. Dock hänvisar den till flera av de orättvisor, illdåd och exploatering som utförts av europeiska kolonialister och även på de illdåd och brott som utförts av svarta afrikaner. Filmens marknadsföring, öppningstexter och påföljande berättelser informerar tydligt åskådaren att det enda syftet med den här filmen är att tjäna som ett minne för det Afrika som en gång var, under vit europeisk dominans och dokument över den följande omvandlingen.
Ett lösryckt citat utan sin inledning tjänar som argument:
"Europe has abandoned her baby," the narrator mourns, "just when it needs her the most." Who has taken over, now that the colonialists have left? The advertising announces: "Raw, wild, brutal, modern-day savages!"

Fri översättning: "Europa har övergivit sitt barn", sörjer berättaren, "då det behöver henne som mest." Vem har tagit över, nu när kolonialisterna har lämnat? Reklamen klargör: "Råa, vilda, brutala, dagens barbarer!"
Många sekvenser är uppförda eller uttryckta i Cinéma vérité-stil och har nekats vara rekonstruktioner vilket skaparna förnekat. Filmen innehåller många rekonstruktioner och snabba klippbyten för att skapa en realistisk känsla. Européer ses ofta i mjuk fokus medan de sörjer sina gårdar och hus som säljs medan de svarthyade afrikanerna visas med fiskögeobjektiv och från föga smickrande vinklar. I följande klipp kan det vara tvärt om. 
I filmen finns även realistiska fotografier från revolutionen i Zanzibar, inkluderande massakern på ungefär 5 000 araber 1964 såväl som autentiska foton på Mau-Mau-rörelsens mord.

## Kontroverser runt filmen
I Västtyskland uppstod en proteströrelse mot filmen när den prisbelönades av det av staten kontrollerade filmrankningsbolaget "Filmbewertungsstelle Wiesbaden". Protesterna organiserades huvudsakligen av den socialistiska tyska studentunionen SDS och grupper av afrikanska studenter. I Västberlin visade regissören inte filmen efter en serie demonstrationer och förstörelser av biografer. Idag anses protesterna mot filmen vara de första antirasistiska rörelserna i Tysklands historia. Medregissören Gualtiero Jacopetti anklagades för mord och åtalades i Italien på grund av anklagelser om att en av avrättningarna som ägde rum i filmen iscensattes för kameran. Han friades.
Filmen har anklagats från olika kritiker genom åren för att delar av filmen hade iscensatts eller skapats. Regissörerna förnekar detta, och menar i dokumentären om deras verk "The Godfathers of Mondo" att de enda scenerna som de iscensatte var i filmen Mondo Cane 2.